# Brigitte Märker
Brigitte Gerda Erika Märker (* 19. April 1953 in Schwelm, Nordrhein-Westfalen) ist eine deutsche Schriftstellerin. Sie schreibt auch unter den Pseudonymen Carmen von Lindenau und Caroline von Steineck.

## Leben
Brigitte Märker war das erste Kind von Gerhard und Lilly Reidel (geb. Pisching). 1956 zog die Familie nach Offenbach am Main. Dort besuchte Märker nach der Grundschule das Gymnasium der Ursulinen. Nach der Schule absolvierte sie in Frankfurt am Main eine Lehre als Werbekauffrau. Während ihrer Ausbildung begann sie mit dem Schreiben. Es entstanden zunächst Theaterstücke für Kinder. Einige davon kamen zur Aufführung, darunter auch Millie, die Mülltonne, eine Geschichte, die Märker zusammen mit ihrem Sohn Patrick entwickelte.
Mitte der 1980er Jahre folgten Theaterworkshops für Kinder sowie Lesungen in Kindergärten und Schulen. Sie verfasste Drehbücher, schreibt Online-Kolumnen und widmet sich vor allem dem Schreiben von Romanen.
Zwischen 2002 und 2012 hat Brigitte Märker unter dem Pseudonym Carmen von Lindenau 60 Heftromane beim Kelter Verlag veröffentlicht.
Seit 2002 lebt Brigitte Märker in Berlin.

## Werke
- 2006 – Berlin im Koma – Currywurstthriller (Roman)
- 2009 – Liebster Justus – Feldpostbriefe einer Offiziersfrau. (Briefroman), Rosenheimer, Rosenheim 2009
- 2011 – Eine Alm als Schicksal Rosenheimer, Rosenheim 2011